# آستمال (ورزقان)
آستامال، روستایی از توابع بخش خاروانا، شهرستان ورزقان در استان آذربایجان شرقی است. اکثر اهالی این روستا به تبریز مهاجرت کرده‌اند و طبق سرشماری سال ۱۳۸۵ این روستا در حدود ۴۰۰ نفر جمعیت دارد.
از جاهای دیدنی وزیارتی این روستا به جنگل های بلوط و بقعه سید جبرییل میتوان اشاره کرد.